# The Go-Go’s
A The Go-Go's amerikai popegyüttes. Los Angelesben alakult meg  1978-ban. Egyik legnagyobb sikert hozó albumuk az 1981-ben megjelent Beauty and the Beat, amely szerepel az 1001 lemez, amit hallanod kell, mielőtt meghalsz című könyvben. Az együttesre a new wave és a pop rock műfajok jellemzők, de első nagylemezükön még post-punkot is játszottak.

## Diszkográfia
- Beauty and the Beat (1981)
- Vacation (1982)
- Talk Show (1984)
- God Bless The Go-Go's (2001)

## Fordítás
- Ez a szócikk részben vagy egészben  a   The Go-Go's című angol Wikipédia-szócikk fordításán alapul.  Az eredeti cikk szerkesztőit annak laptörténete sorolja fel. Ez a jelzés csupán a megfogalmazás eredetét és a szerzői jogokat jelzi, nem szolgál a cikkben szereplő információk forrásmegjelöléseként.